# Arthur Gore (3e comte d'Arran)
Arthur Saunders Gore, 3e comte d'Arran (20 juillet 1761 - 20 janvier 1837), titré vicomte Sudley de 1773 à 1809, est un pair irlandais et membre du Parlement conservateur.

## Biographie
Il est le fils aîné d'Arthur Gore (2e comte d'Arran), par sa première femme, Catherine Annesley. En 1783, il est élu à la Chambre des communes irlandaise pour les districts de Baltimore et de Donegal. Il choisit de siéger pour le premier et représente la circonscription jusqu'en 1790. En 1800, il est réélu dans le comté de Donegal jusqu'à ce que l'union avec la Grande-Bretagne ait lieu à la fin de l'année. Il siège alors pour le comté de Donegal à la Chambre des communes du Royaume-Uni jusqu'en 1806. En 1809, il succède à son père en tant que troisième comte d'Arran, mais dans une pairie d'Irlande, qui ne lui donne pas droit à un siège à la Chambre des lords du Royaume-Uni.
Lord Arran épouse Mary Tyrell, fille de John Tyrell, 5e baronnet, en 1787. Ils n’ont pas d’enfants. Il meurt en janvier 1837, à l'âge de 75 ans, et son neveu Philip Gore (4e comte d'Arran) lui succède.